# Sara Ramírez
Sara Ramírez (født 31. august 1975 i Mazatlán) er en mexicansk skuespiller, der er kendt fra roller i Greys Hvide Verden og filmen You've Got Mail.